# Akutläkare

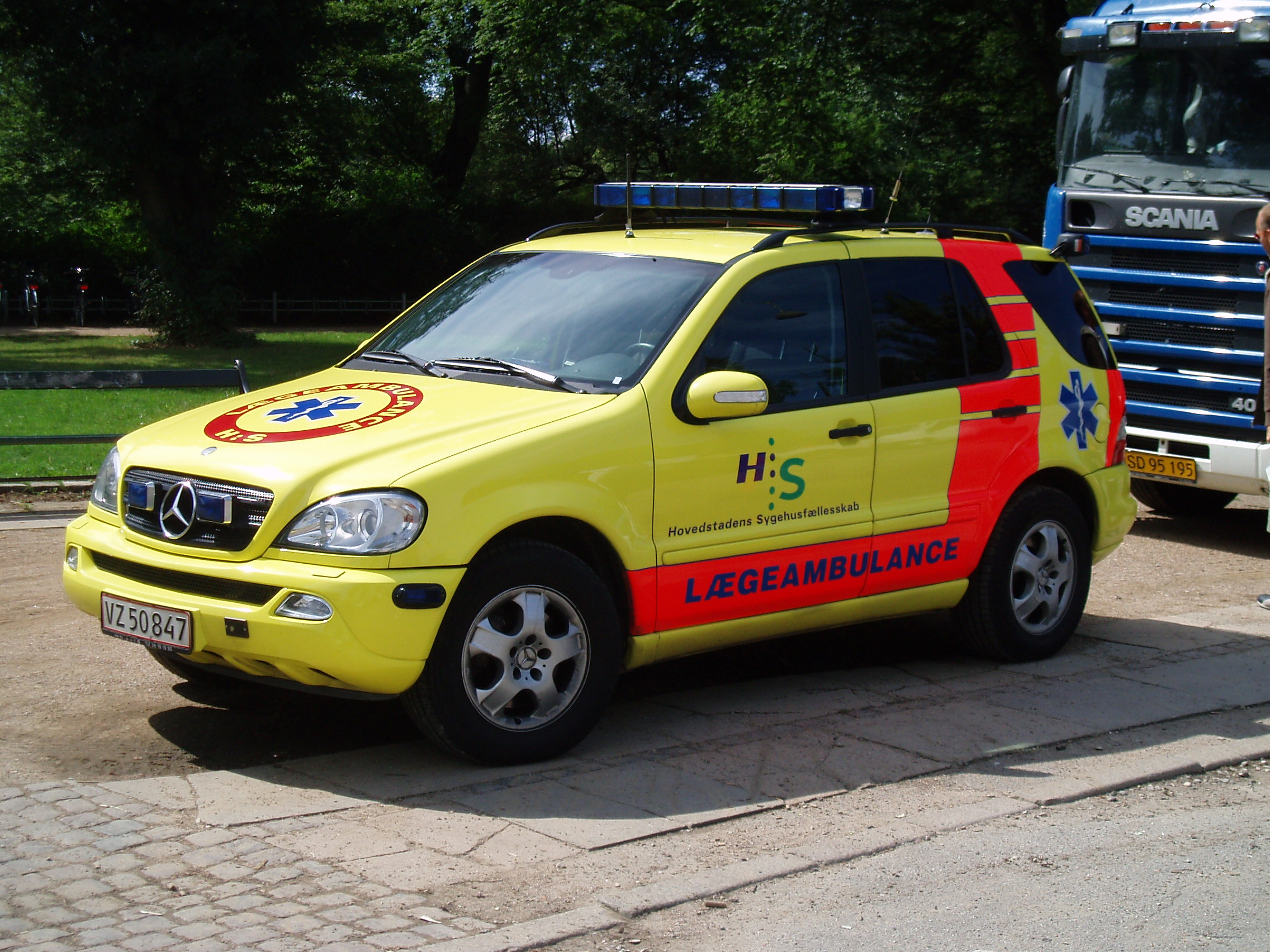
En akutläkarbil ägd av Köpenhamns brandkår.

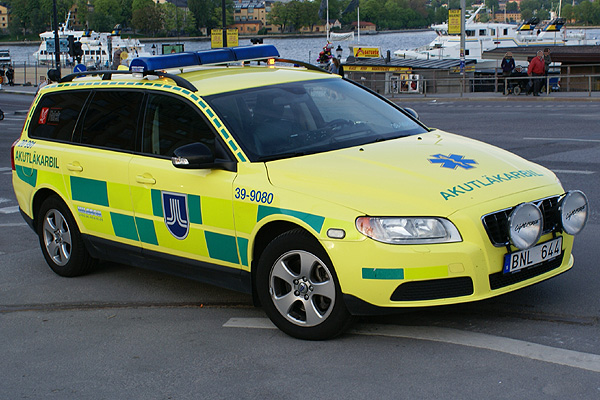
Akutläkarbil i Stockholm.

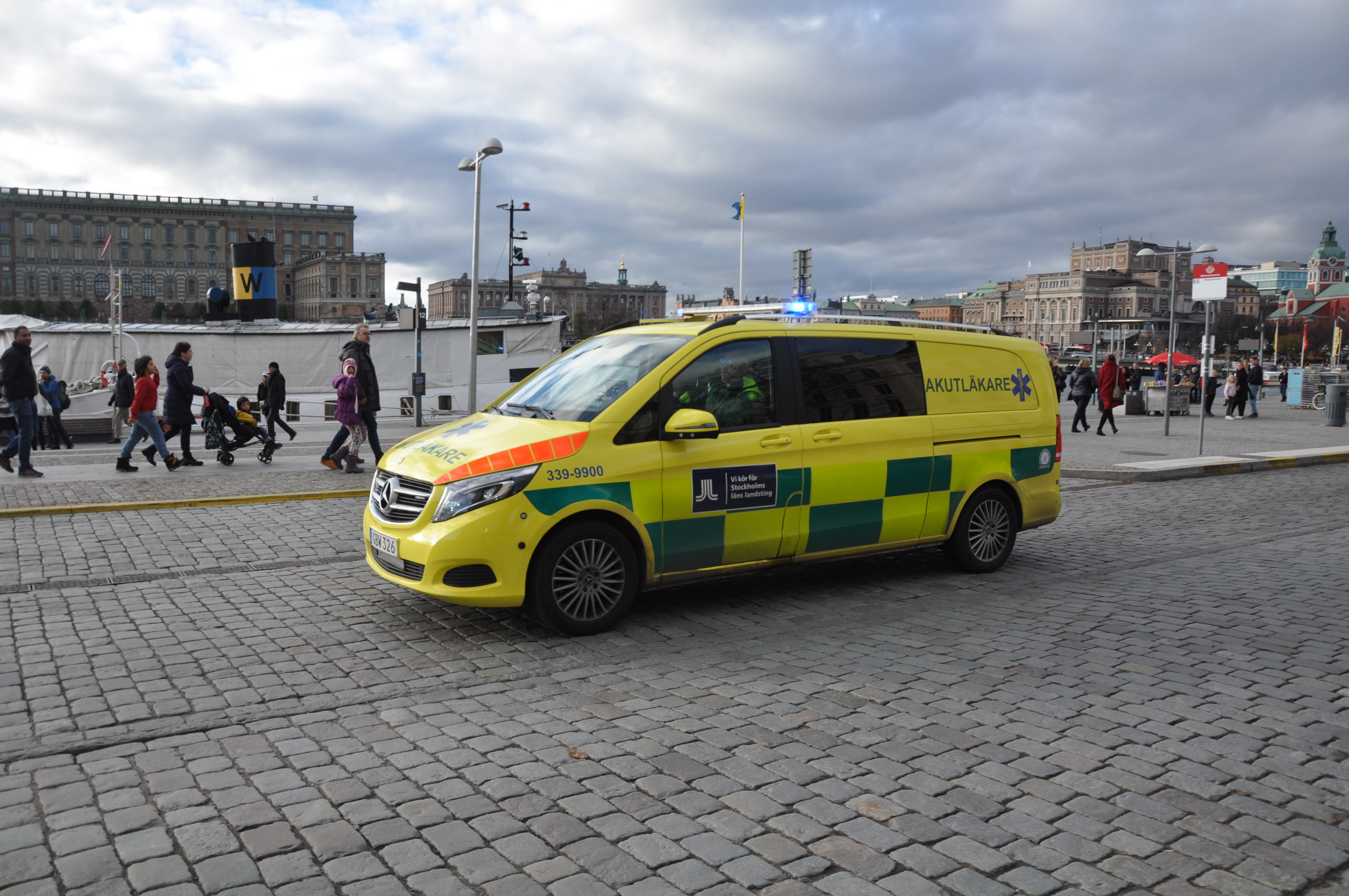
Akutläkarbil i Stockholm.

Akutläkare är en typ av läkare specialiserad på att hantera akut uppkomna skador och sjukdomar utan särskild begränsning till organsystem. Akutläkare arbetar företrädesvis i anslutning till akutmottagningar men kan även verka prehospitalt exempelvis inom avlägset belägen öppenvård eller inom ambulanssjukvård.
Internationellt och företrädesvis i anglosaxisk sjukvård är akutläkare en etablerad specialitet inom läkaryrket, motsvarande kirurg, gynekolog, öronläkare och så vidare. Akutläkare har genomgått en särskilt inriktad utbildning mot att kunna hantera de åkommor som i första hand presenteras hos patienter som söker på en akutmottagning och som är i behov av en snabb bedömning och behandling. Till skillnad från de flesta andra specialiteter begränsar akutläkaren sig inte till enskilda organsystem eller patientgrupper, som barn, benbrott eller hjärtsjukdomar utan begränsar sig i första hand till åkommor som har uppkommit nyligen eller som är i behov av snar eller omedelbar bedömning och behandling.

## Akutläkare i Sverige
I Sverige har traditionellt akutmottagningen bemannats av läkare från flera olika specialiteter, framför allt internmedicinare, kirurger, ortopeder och barnläkare. Dessa läkare har specialkompetens inom företrädesvis ett organsystem vissa typer av sjukdomar och de är regelmässigt placerade periodvis på akutmottagningen för att vanligtvis arbeta på sin respektive hemklinik. Dessa läkares vanliga patienter har inte nödvändigtvis akuta åkommor. På akutmottagningen sorteras patienterna (triage) in i olika köer baserat på vilken typ av åkomma de har och således vilken typ av läkare de bör träffa. Problem uppstår ofta i denna sortering som skall ske fort och korrekt. Detta eftersom patienternas symptom inte alltid kan förknippas med en specifik diagnos, vilket är det som avgör vilken läkare man bör träffa. Vissa patienter har dessutom flera åkommor som berör olika specialitetsområden, vilket då leder till flera olika läkarbedömningar.
Sedan början på 2000-talet har införande av akutläkare i Sverige tagit fart och många sjukhus har haft läkare anställda för arbete enbart på akutmottagningen och utan bundenhet till klassiska specialiteter. Det har dock inte funnits utbildade akutläkare att tillgå eftersom ingen formell utbildning har funnits i Sverige tidigare. 2006 infördes akutsjukvård som en tilläggsspecialitet i den nya specialitetsindelningen för läkare i Sverige. Detta innebär att läkare som vill bli specialister i akutsjukvård måste inneha specialistexamen i en klinisk basspecialitet (till exempel internmedicin, allmänmedicin eller kirurgi) och därtill en påbyggnadsutbildning i akutsjukvård, sammanlagt motsvarande minst 7 års specialistutbildning efter erhållande av läkarlegitimation. Förespråkarna för akutsjukvårdsspecialiteten önskade att den skulle få status av basspecialitet, vilket godkändes av Socialstyrelsen 1 maj 2015.
Sedan specialiteten blivit godkänd har ett hundratal läkare påbörjat utbildning till akutläkare i Sverige och cirka 30 stycken (2009) har fått ut sitt specialistbevis i akutsjukvård. Fortfarande har majoriteten av svenska sjukhus inga akutläkare i tjänst och av dem som har det är det bara Universitetssjukhuset i Linköping lyckats överföra hela akutverksamheten till att bemannas av akutläkare.